# 白音长汗遗址
白音长汗遗址位于内蒙古自治区赤峰市林西县双井店乡白音长汗村西南500米，是一处新石器时代遗址，2013年被列为第七批全国重点文物保护单位。
白音长汗遗址地处西拉木伦河北岸西荒山东坡上，现存面积约十余万平方米，1986年修建河北省平泉县至林西县双井店乡公路时被发现，1988年、1989年、1991年先后三次发掘，揭露总面积7257平方米，文化内涵包括小河西文化、兴隆洼文化南台子类型、兴隆洼文化白音长汗类型、赵宝沟文化西荒山类型、红山文化、小河沿文化。